# Anthony Clarke, Baron Clarke of Hampstead

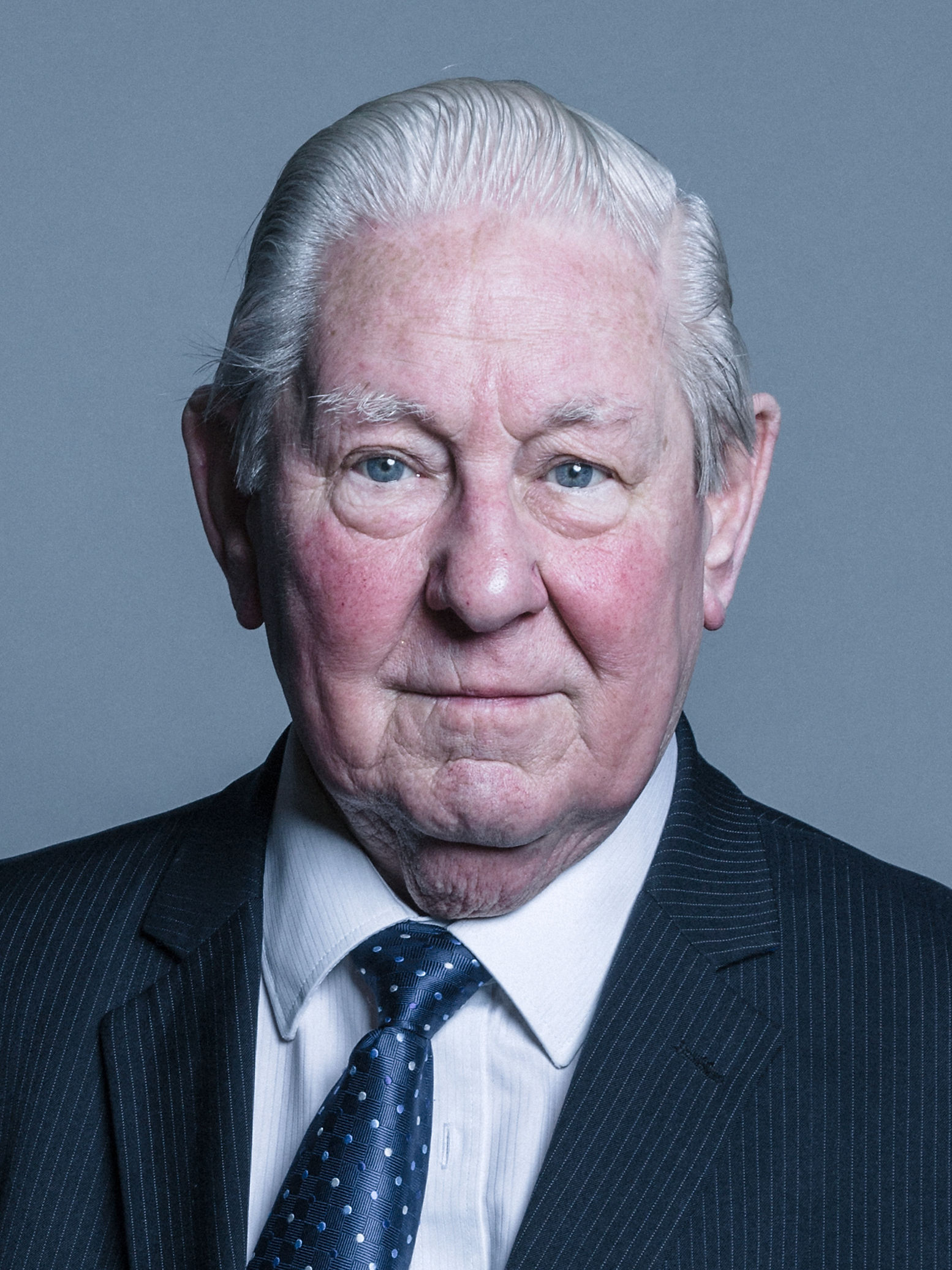
Anthony Clarke, Baron Clarke of Hampstead

Anthony James Clarke, Baron Clarke of Hampstead CBE (* 17. April 1932) ist ein britischer Gewerkschafter, Politiker der Labour Party und Life Peer.

## Leben
Er arbeitete zunächst als Telegrammbote und Briefträger und wurde 1979 hauptamtlicher Gewerkschaftssekretär bei der  Union of Postal Workers, die sich 1980 umbenannte in Union of Communication Workers (UCW). Er war Redakteur der Gewerkschaftszeitschrift The Post und war von 1981 bis 1983 stellvertretender Generalsekretär der UCW.
Clarke war von 1983 bis 1993 Mitglied des National Executive Committee der Labour Party und von 1992 bis 1993 Chairman of The Labour Party.
1998 wurde er zum Life Peer erhoben, als Baron Clarke of Hampstead, of Hampstead in the London Borough of Camden. Er leitete den Untersuchungsausschuss zu den Ursachen der Unruhen von Burnley im Jahr 2001.